# Radford, Nottinghamshire
Radford är en stadsdel i Nottingham, i distriktet Nottingham, i grevskapet Nottinghamshire i England. Stadsdelen hade 16 650 invånare år 2021. Radford var en civil parish fram till 1897 när blev den en del av Nottingham. Civil parish hade 38 718 invånare år 1891. Byn nämndes i Domedagsboken (Domesday Book) år 1086, och kallades då Redeford.